# Vismianthus
Vismianthus é um género botânico pertencente à família Connaraceae.